# 台湾第三原子力発電所
台湾第三原子力発電所（たいわんだいさんげんしりょくはつでんしょ、正体字: 第三核能發電廠）とは台湾（中華民国）屏東県恆春鎮にある台湾電力が運営する原子力発電所である。地名をとって馬鞍山(マアンシャン)発電所とも呼ばれる。
2023年現在、台湾で唯一稼働中の原子力発電所である。

## 概略
台湾北部に続き、南部の経済発展に伴い台湾第一原子力発電所、台湾第二原子力発電所に続き1978年台湾南部に着工された原子力発電所。台湾の他の原子力発電所と異なり、PWRである。
台湾第一、第二原子力発電所と反対に、原子炉がウェスティングハウス・エレクトリック、発電機がゼネラル・エレクトリックにより製造された加圧水型原子炉。南部の台湾第二の都市高雄市の南80kmに位置している。
2001年3月18日、電源喪失事故が発生した。炉停止後1日経っていたことや2時間で復旧したことにより、大きな問題にはつながらなかった。
2024年7月27日、40年の運転期間が終了し、1号機が運転終了した。残る2号機も、認可期限である2025年5月17日に運転終了する予定。
| 原子炉 | 出力(ネット値) | 出力(グロス値) | 起工日         | 臨界開始日     | 商業発電開始日 | 運転終了日     |
| ------ | -------------- | -------------- | -------------- | -------------- | -------------- | -------------- |
| 一号炉 | 919 MW         | 956 MW         | 1978年08月21日 | 1984年05月09日 | 1984年07月27日 | 2024年07月27日 |
| 二号炉 | 922 MW         | 958 MW         | 1979年02月21日 | 1985年02月25日 | 1985年05月18日 |                |